# 圣旺德伯萨斯
圣旺德伯萨斯（法語：Saint-Ouen-des-Besaces，法語發音：[sɛ̃.t‿wɛ̃ de bəzas] ⓘ）是法国卡尔瓦多斯省的一个旧市镇，属于维尔区。2016年，圣旺德伯萨斯与临近的19个市镇合并为新市镇苏勒夫尔昂博卡日。

## 地理
圣旺德伯萨斯（49°1'21"N, 0°50'52"W）面积8.48 平方千米，位于法国诺曼底大区卡爾瓦多斯省，该省份为法国西北部沿海省份，北濒大西洋英吉利海峡，东北与滨海塞纳省以海上边界相接，东临厄尔省，南至奧恩省，西与芒什省接壤。
与圣旺德伯萨斯接壤的市镇（或旧市镇、城区）包括：当皮埃尔、圣让德塞萨尔捷、圣马丹德伯萨斯、普拉西-蒙泰居。
圣旺德伯萨斯的时区为UTC+01:00、UTC+02:00（夏令时）。

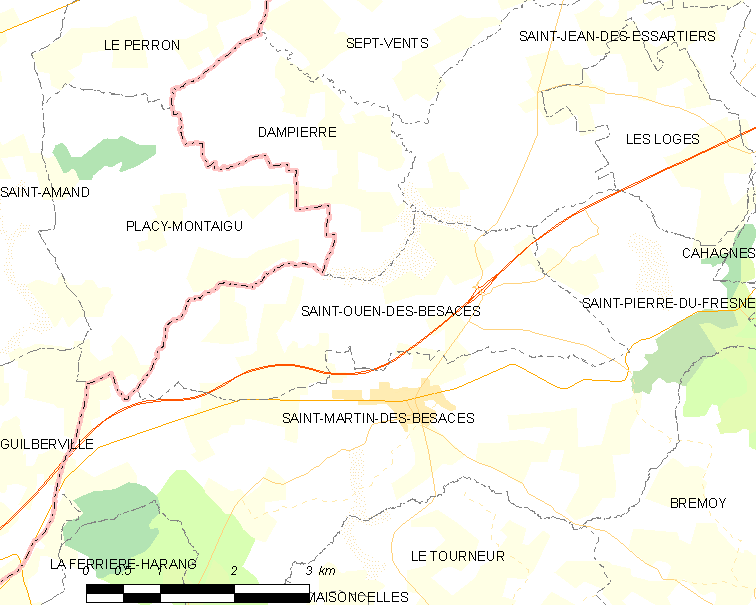
圣旺德伯萨斯的OSM定位图

## 行政
圣旺德伯萨斯的邮政编码为14350，INSEE市镇编码为14636。

## 政治
圣旺德伯萨斯所属的省级选区为诺曼底地区孔代县。

## 人口

1962-2008年间圣旺德伯萨斯人口变化图示

圣旺德伯萨斯于2018年1月1日时的人口数量为443人。